# Maestro de la Vista de Santa Gúdula

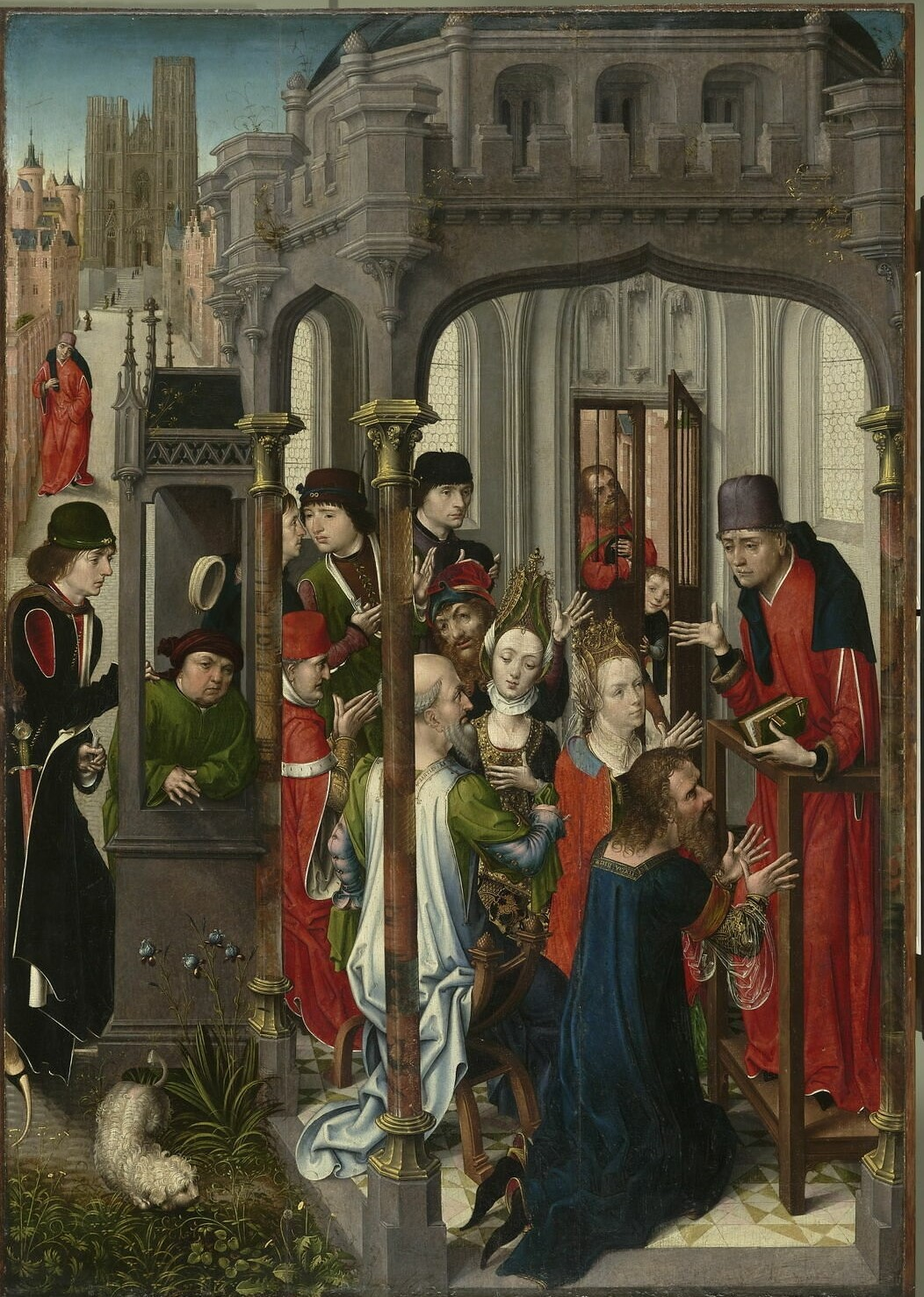
La instrucción pastoral. Escena de predicación, también conocida como La predicación de san Gaugerico. Óleo sobre tabla, 98 x 69 cm, París, musée du Louvre. La fachada de la catedral de Santa Gúdula pintada al fondo da nombre al artista conocido como Maestro de la Vista de Santa Gúdula.

Maestro de la Vista de Santa Gúdula es el nombre convencional por el que se conoce a un pintor flamenco activo en Bruselas en el último cuarto del siglo XV.

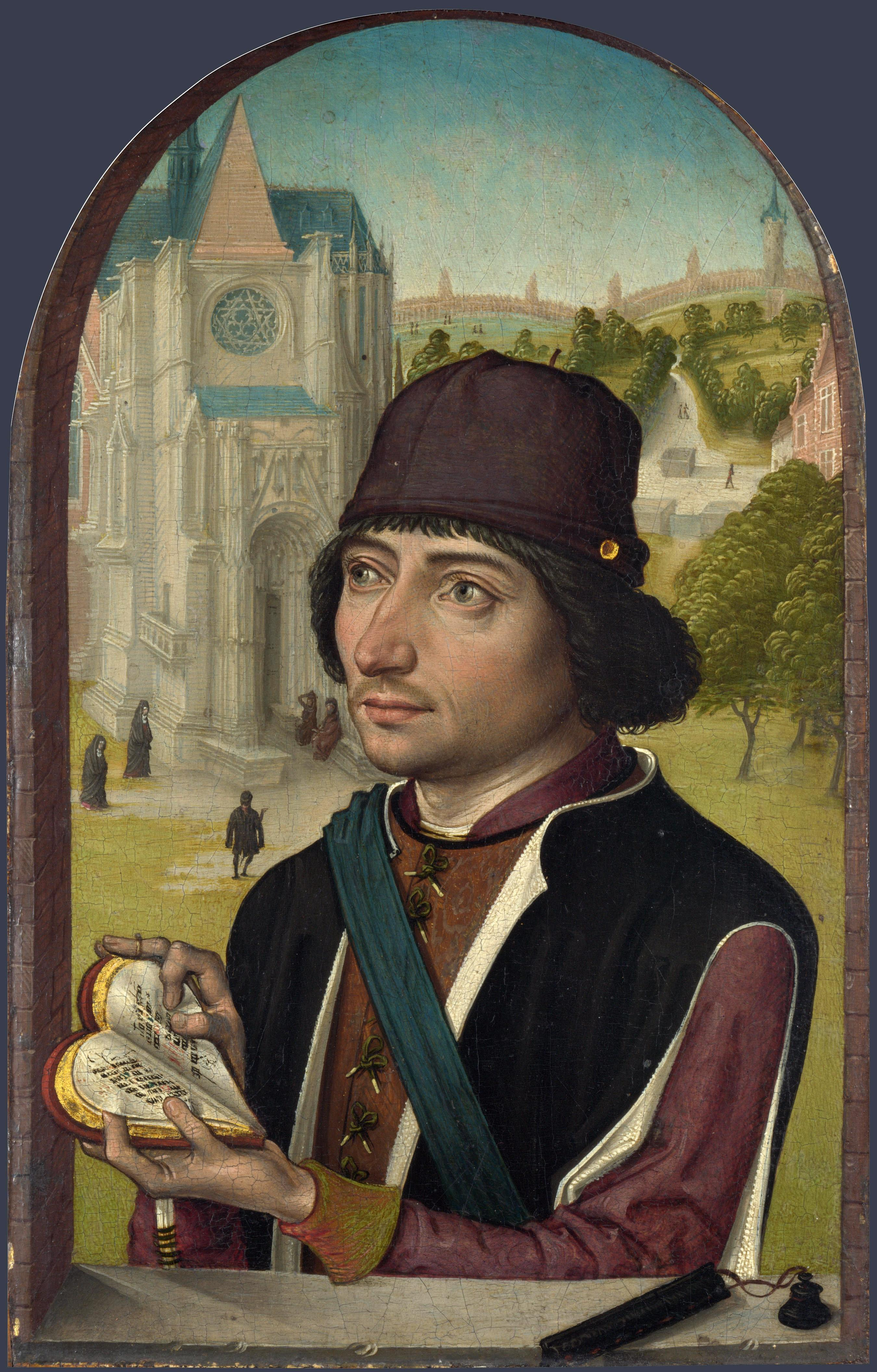
Retrato de un hombre joven, óleo sobre tabla, 22,8 x 14 cm. Londres, National Gallery.

Anteriormente conocido simplemente como Maestro de santa Gúdula, nombre dado por Max J. Friedländer, debe su nombre largo y más preciso a una tabla del musée du Louvre —en el que ingresó con atribución a Hans Memling— en la que se encuentra representada una escena de predicación a la que se han dado los títulos de Instrucción pastoral o Predicación de san Gaugerico de Cambrai, pues en ella se distingue al fondo una vista de la catedral de Santa Gúdula de Bruselas. Por la indumentaria de los personajes y por hallarse inacabada una de las torres de la fachada de la catedral se supone pintada antes de 1480, y se han relacionado con ella otras pinturas que muestran características estilísticas comunes, entre ellas la utilización de arquitecturas góticas —en ocasiones reconocibles— con el detallismo de un primitivo flamenco, y la expresionista gestualidad de los rostros. También las manos, con los dedos largos, y las torsiones de los cuerpos aspiran a reforzar la expresividad de los rostros hasta extremos que, en ocasiones, pueden llegar a resultar extravagantes y más cercanos a la sensibilidad germánica que a la de los maestros flamencos de la generación anterior. El número de obras que se le atribuyen es elevado e indican que hubo de contar con un taller amplio y destinar parte de su producción a la exportación.
Entre las obras que se le atribuyen, en el retrato de un hombre joven de la National Gallery de Londres es la iglesia de Nuestra Señora de Sablon la que ocupa el fondo de la composición a la izquierda, con una vista de las murallas de Bruselas tras ella. Resto de un díptico que podría haber tenido como tabla compañera una imagen mariana, el joven —que no es posible identificar— aparece retratado a cielo abierto, visto a través del marco de una ventana, con útiles de escritura en el alféizar y un libro abierto en forma de corazón en la mano. Una imagen muy semejante, sin la repisa, en el Metropolitan Museum de Nueva York, se cierra con una arquitectura más elaborada, posiblemente un interior de la catedral de Santa Gúdula en la que se está celebrando la misa. En los Desposorios de la Virgen de Utrecht, Museum Catharijneconvent, la ceremonia del matrimonio se celebra ante el portal gótico de la misma iglesia de Sablon. El motivo se repite también en obras consideradas del taller. Y tramos de las murallas y del camino mandado construir por Carlos el Temerario en 1470 entre la iglesia de Sablon y el palacio de Coudenberg son otros elementos del paisaje bruselense presentes en sus pinturas.

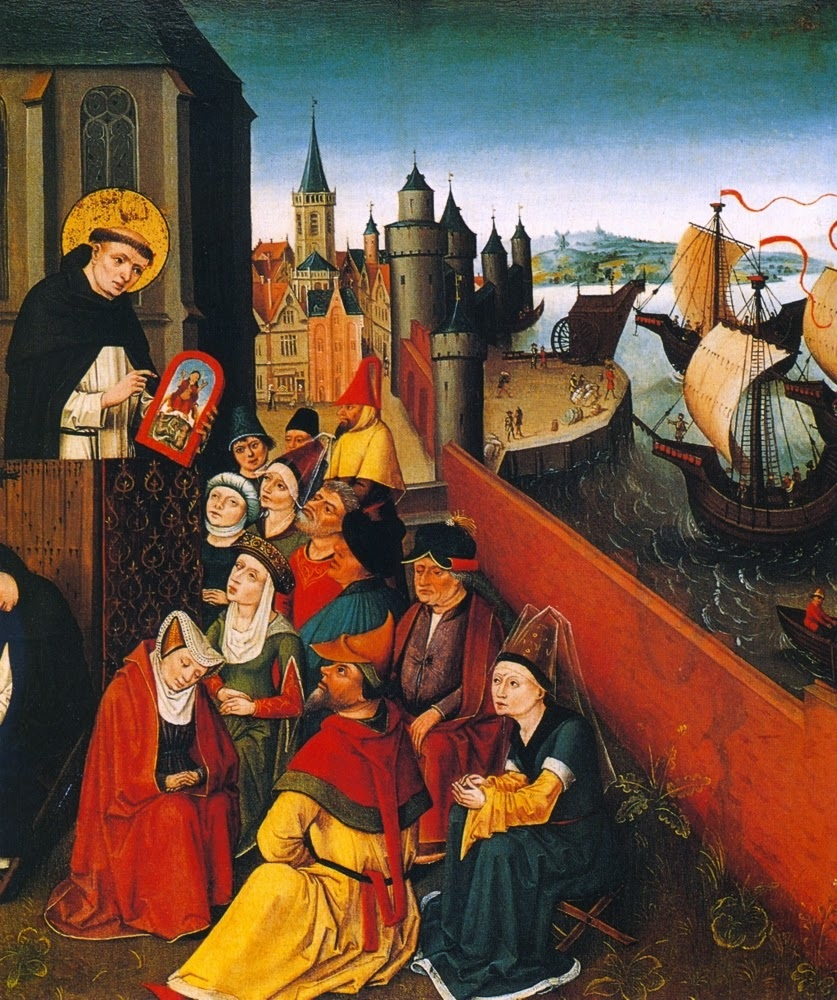
Predicación de san Vicente Ferrer, temple sobre tabla, 49,5 x 49,2 cm, Las Caldas de Besaya, Los Corrales de Buelna, convento de Nuestra Señora de Caldas.

Con la atribución al Maestro de la Vista de Santa Gúdula propuesta por Friedländer cuando la tabla se hallaba en colección particular alemana, en el Museo Nacional Thyssen-Bornemisza de Madrid se conserva una tabla con la representación de una de las obras de misericordia, Vestir al desnudo, en la que un caballero asistido por dos pajes entrega algunas ropas a un grupo de mendigos entre los que se encuentra Cristo. El escenario, una plaza abierta, se cierra con un grupo de edificios góticos que evidencian el mismo interés del pintor por la creación de profundas perspectivas arquitectónicas. La pintura pudo pertenecer en su origen a una serie dedicada a las obras de misericordia de la que también habría formado parte Visitar a los presos del musée de Cluny de París, tabla en la que del mismo modo se distingue la cabeza de Jesús entre los favorecidos conforme al Evangelio de Mateo (25, 40), «En verdad os digo que cuando lo hicisteis con uno de estos mis hermanos más pequeños conmigo lo hicisteis».
De la temprana llegada de su pintura a España es prueba la tabla de la Predicación de san Vicente Ferrer conservada en el convento de Nuestra Señora de las Caldas en Las Caldas de Besaya (Los Corrales de Buelna) en Cantabria, ruta del comercio lanero entre Castilla y Flandes. Significativamente el santo, célebre por sus sermones con los que perseguía la evangelización o la segregación de los judíos recalcitrantes a la conversión, aparece predicando a cielo abierto en el escenario de lo que podría ser una ciudad portuaria del norte de Europa, junto a una iglesia gótica y a la vista del mar, con las labores al fondo de carga y descarga de las mercancías llevadas por los barcos anclados en el puerto, y entre los que atienden a su sermón podría haber, por sus «exóticos tocados», algunos judíos. En su predicación, el santo se ayuda de una pequeña tabla pintada con una imagen del Juicio Final que sostiene con la mano izquierda y a la que apunta con el dedo índice de la mano derecha, desvelando de este modo el contenido de la predicación. No hay testimonio directo de que san Vicente Ferrer se valiese de imágenes con fines didácticos en su predicación ni se encuentra ese detalle en ninguna otra de las muchas representaciones contemporáneas del santo predicando que nos han llegado, pero no es descartable que lo hiciese atendiendo a las menciones a imágenes y los símiles pictóricos que en ocasiones se encuentra en sus prédicas.